# ميهتا كالو
ميهتا كالو هو والد الغورو ناناك مؤسس السيخية.
كان يعارض الغورو ناناك في بداية دعوته إلا أن أمه وأخته ظلوا يدعوه قبول دعوة ابنه حتى أصبح هو الآخر من ضمن من اتباع الغورو ناناك.